# L'Année du phénix
L'Année du phénix est le cinquième album de bande dessinée de la série Tigresse Blanche.

## Synopsis
Shanghai, 1947. Alix se retrouve à une réunion où elle rencontre les Tigresses blanches de Shanghai mais la réunion tourne court et les Tigresses sont toutes assassinées. Alix est la seule rescapée mais Kang Sheng l'accuse d'être complice de ce massacre. Avec l'aide de Ji-Hui et de Maurice Rousseau, elle repart pour Hong Kong pour prévenir Zizhu de la menace qui pèse sur les Tigresses blanches mais c'est trop tard. Elle part alors pour Londres pour tenter de comprendre qui a décidé d'éliminer toutes les Tigresses blanches et pourquoi.

## Personnages
- Tao Tzu : tatoueur attitré de la triade des Tigresses blanches.
- Kang Sheng : chef des services secrets communistes chinois.
- Alix Yin Fu : jeune Tigresse blanche assigné à l'agence secrète communiste et tueuse à gages.
- 005 : Espion du MI6 chargé l'éliminer les Tigresses Blanches.
- Maurice Rousseau : appelé par les chinois "Dragon aux trois couleurs", Rousseau est devenu un espion pour le compte des chinois communistes. Sa route va recroiser celle d'Alix.
- Butterfly Wu : star de cinéma à Shanghai et désormais la maîtresse de Kang Sheng.
- Ji-Hui : il est chargé de protéger secrètement Alix pour le compte de Zizhu. Il devient le "dragon de jade" d'Alix.
- Zizhu : chef des Tigresses blanches de Hong Kong et mère adoptive d'Alix.
- Ghî-Tu : grand maître du temple de la paix persistante et de la sérénité joyeuse et ancien maître d'Alix.
- T.V. Soong : ministre des finances de Tchang-Kaï-Chek.
- Ai Ling : femme d'affaires, fille de Charlie Soong et sœur de T.V. Soong, de Ching Ling et May Ling.
- C : chef du MI6.

## Autour de l'album
- Deuxième partie des aventures d'Alix à Shanghai. Cette histoire clôt le premier cycle de cinq albums.

## Éditions
- L'Année du phénix, Dargaud, 2008 : Première édition.